# Liste der Schiffe der United States Navy/H

## H-Ha
- USS H-1 (SS-28)
- USS H-2 (SS-29)
- USS H-3 (SS-30)
- USS H-4 (SS-147)
- USS H-5 (SS-148)
- USS H-6 (SS-149)
- USS H-7 (SS-150)
- USS H-8 (SS-151)
- USS H-9 (SS-152)
- USS H. A. Baxter
- USS H. H. Hess (AGS-38)
- USS Haas
- USS Habersham
- USS Hackberry
- USS Hackensack
- USS Hackleback (SS-295)
- USS Haddo (SS-255, SSN-604)
- USS Haddock (SS-32, SSN-621)
- USS Haggard
- USS Hague
- USS Haiglar
- USS Hailey (DD-556)
- USS Haines (APD-84)
- USS Haiti Victory
- USS Hake
- USS Halawa
- USS Halcyon (SP-1658)
- USS Halcyon II
- USS Hale (DD-642)
- USS Haleakala (AE-25)
- USS Half Moon
- USS Halfbeak (SS-352)
- USS Halford
- USS Halibut (SS-232, SSGN-587/SSN-587)
- USS Hall (DD-583)
- USS Halligan (DD-584)
- USS Halloran
- USS Hallowell
- USS Halsey (CG-23, DDG-97)
- USS Halsey Powell (DD-686)
- USS Halstead
- USS Halyburton (FFG-40)
- USS Hamblen
- USS Hambleton
- USS Hamilton
- USS Hamilton County
- USS Hamlin (CVE-15, AV-15)
- USS Hammann (DD-412, DE-131)
- USS Hammerberg (DE-1015, )
- USS Hammerhead (SS-364, SSN-663)
- USS Hammondsport
- USS Hamner (DD-718)
- USS Hamond
- USS Hampden
- USS Hampden County
- USS Hampshire
- USS Hampshire County (LST-819)
- USS Hampton (SP-3049, PCS-1386, APA-115, SSN-767)
- USS Hamul
- USS Hancock (?, 1776, 1902, CV-19)
- USS Hanford (PC-1142)
- USS Hank (DD-702)
- USS Hanna (DE-449)
- USS Hannah
- USS Hannam
- USS Hannibal
- USS Hanover
- USS Hansford
- USS Hanson (DD-832)
- USS Haraden (DD-183, DD-585)
- USS Harcourt
- USS Harder (SS-257, SS-568)
- USS Hardhead (SS-365)
- USS Harding (DD-91, DD-625)
- USS Hargood
- USS Harjurand
- USS Harkness (AGS-32)
- USS Harlan County (LST-1196)
- USS Harlan R. Dickson (DD-708)
- USS Harlequin
- USS Harman
- USS Harmon
- USS Harnett
- USS Harnett County (AGP-821)
- USS Harold C. Thomas
- USS Harold E. Holt (FF-1074)
- USS Harold J. Ellison (DD-864)
- USS Harpers Ferry (LSD-49)
- USS Harpy
- USS Harrier
- USS Harriet Lane (1857)
- USS Harris
- USS Harris County (LST-822)
- USS Harrisburg (1889)
- USS Harrison
- USS Harry Bumm
- USS Harry E. Hubbard (DD-748)
- USS Harry E. Yarnell (CG-17)
- USS Harry F. Bauer (MMD-26)
- USS Harry L. Corl (APD-108)
- USS Harry L. Glucksman (MSS-1)
- USS Harry Lee
- USS Harry S. Truman (CVN-75)
- USS Harry W. Hill (DD-986)
- USS Hart (DD-110, DD-594)
- USS Hartford (1858, SSN-768)
- USS Hartley
- USS Harvard (1888, SP-209)
- USS Harveson
- USS Harvest
- USS Harvest Moon
- USS Harvest Queen
- USS Harvey
- USS Harwood (DD-861)
- USS Haskell
- USS Hassalo
- USS Hassan Bashaw
- USS Hassayampa (AO-145)
- USS Haste
- USS Hastings
- USS Hastwiana
- USS Hatak
- USS Hatfield (DD-231)
- USS Hatteras (1861, 1917)
- USS Hauoli
- USS Haven (AH-12)
- USS Haverfield
- USS Havre
- USS Hawaii (CB-3, SSN-776)
- USS Hawaiian
- USS Hawes (FFG-53)
- USS Hawk
- USS Hawkbill (SS-366, SSN-666)
- USS Hawke
- USS Hawkins (DD-873)
- USS Hayes (AG-195)
- USS Hayler (DD-997)
- USS Haynsworth
- USS Hayter (APD-80)
- USS Hazard
- USS Hazel
- USS Hazelwood (DD-107, DD-531)
- USS Hazleton

## He
- USS Healy (DD-672)
- USS Heath Hen
- USS Heather
- USS Hebe
- USS Hecate (1869)
- USS Hecla (1846, 1869)
- USS Hector (AR-7)
- USS Hecuba
- USS Heed
- USS Heekon
- USS Heermann (DD-532)
- USS Helen
- USS Helen Baughman
- USS Helen Euphane
- USS Helena (PG-9, CL-50, CA-75, CL-113, SSN-725)
- USS Helena I (SP-24)
- USS Helenita
- USS Helianthus
- USS Helios (ARB-12)
- USS Heliotrope
- USS Helm (DD-388)
- USS Helori
- USS Helvetia
- USS Hemminger (DE-746)
- USS Hempstead
- USS Henderson (AP-1, DD-785)
- USS Hendrick Hudson (1859)
- USS Hendry
- USS Henley (DD-39, DD-391, DD-762)
- USS Henlopen
- USS Hennepin
- USS Henrico (LPA-45)
- USS Henry A. Wiley
- USS Henry Andrew
- USS Henry B. Wilson (DDG-7)
- USS Henry Brinker
- USS Henry Clay (SSBN-625)
- USS Henry County (LST-824)
- USS Henry Eckford (AO-192)
- USS Henry Gibbins
- USS Henry J. Kaiser (AO-187)
- USS Henry Janes (1861)
- USS Henry L. Stimson (SSBN-655)
- USS Henry M. Jackson (SSBN-730)
- USS Henry P. Williams
- USS Henry R. Kenyon
- USS Henry R. Mallory
- USS Henry Seymour
- USS Henry T. Allen
- USS Henry W. Tucker (DD-875)
- USS Henshaw (DD-278)
- USS Henson (AGS-63)
- USS Hepburn (FF-1055)
- USS Herald (MSF-101)
- USS Herald of the Morning
- USS Herbert (APD-22)
- USS Herbert C. Jones (DE-137)
- USS Herbert J. Thomas (DD-833)
- USS Herbert L. Pratt
- USS Hercules (1869, YT-13, YE-30, AK-41, PHM-2)
- USS Herkimer (AK-188)
- USS Herman Frasch
- USS Herman S. Caswell
- USS Hermes
- USS Hermitage (AP-54, LSD-34)
- USS Herndon (DD-198, DD-638)
- USS Hero
- USS Heroic
- USS Heron (MHC-52, MSCO-18)
- USS Herreshoff #306 (SP-1841)
- USS Herreshoff #308 (SP-2232)
- USS Herreshoff #309 (SP-1218)
- USS Herreshoff #313
- USS Herreshoff #321 (SP-2235)
- USS Herreshoff #322 (SP-2373)
- USS Herreshoff #323 (SP-2840)
- USS Herring (SS-233)
- USS Herzog
- USS Hesperia
- USS Hetman
- USS Hetzel
- USS Hewell
- USS Hewitt (DD-966)
- USS Heyliger
- USS Heywood (AP-12)
- USS Heywood L. Edwards (DD-663)

## Hi
- USS Hiamonee (YTB-513)
- USS Hiawatha (SP-183, SP-2892, YT-265)
- USS Hibiscus (1864, 1908)
- USS Hickman (1918)
- USS Hickman County (LST-825)
- USS Hickox (DD-673)
- USS Hidalgo (AK-189)
- USS Hidatsa (ATF-102)
- USS Higbee (DD-806)
- USS Higgins (DDG-76)
- USS High Ball (SP-947, 1918)
- USS High Point (PCH-1)
- USS Highland Light (IX-48)
- USS Highlands (APA-119)
- USS Highway (LSD-10)
- USS Hilarity (AM-241)
- USS Hilary P. Jones (DD-427)
- USS Hilbert (DE-742)
- USS Hildegarde (SP-1221)
- USS Hill (DE-141)
- USS Hillsborough County (LST-827)
- USS Hillsdale County (LST-835)
- USS Hilo (AGP-2)
- USS Hilton (1911)
- USS Hilton Head (LSD-24)
- USS Hingham (PF-30)
- USS Hinsdale (APA-120)
- USS Hippocampus (SP-654)
- USS Hisada (YTB-518)
- USS Hisko (1917)
- USS Hissem (DER-400)
- USS Hist (1895)
- USS Hitchiti (ATF-103)
- USS Hiwassee (AOG-29)

## Ho
- USS Hobart Bay (CVE-113)
- USS Hobby (DD-610)
- USS Hobcaw (SP-252)
- USS Hobe Sound (AV-20)
- USS Hobo II (SP-783)
- USS Hobson (DD-464)
- USS Hocking (APA-121)
- USS Hodges (DE-231)
- USS Hoe (SS-258)
- USS Hoel (DD-533, DDG-13)
- USS Hoga (YT-146)
- USS Hogan (DD-178)
- USS Hoggatt Bay (CVE-75)
- USS Hoist (ARS-40)
- USS Holder (DE-401, DD-819)
- USS Holland (SS-1, AS-3, AS-32)
- USS Hollandia (CVE-97)
- USS Hollidaysburg (PCS-1385)
- USS Hollis (LPR-86)
- USS Hollister (DD-788)
- USS Holly (1881, YN-14)
- USS Hollyhock (1863)
- USS Holmes (PF-81, DE-572)
- USS Holmes County (LST-836)
- USS Holston River (LSMR-509)
- USS Holt (DE-706)
- USS Holton (DE-703)
- USS Hombro (YTB-506/YTM-769)
- USS Home (1863)
- USS Honduras (1863)
- USS Honesdale (PC-566)
- USS Honesty (PG-90)
- USS Honeysuckle (1863)
- USS Honolulu (1917, CL-48, SSN-718)
- USS Hooper (DE-1026)
- USS Hooper Island (ARG-17)
- USS Hope (1861, AH-7)
- USS Hopestill (SP-191)
- USS Hopewell (DD-181, DD-681)
- USS Hopi (AT-71)
- USS Hopkins (DD-6, SP-3294, DD-249)
- USS Hopocan (YN-33)
- USS Hopper (DDG-70)
- USS Hopping (APD-51)
- USS Hoptree (AN-62)
- USS Hoqua (SP-142)
- USS Hoquiam (PF-5)
- USS Horace A. Bass (LPR-124)
- USS Horace Beals (1862)
- USS Horn Snake (1775)
- USS Hornbill (AMc-13, YMS-371)
- USS Hornby (PF-82)
- USS Horne (DLG-30/CG-30)
- USS Hornet (1775, 1790er, 1805, 1813, 1865, 1890er, CV-8, CV-12)
- USS Hoste (PF-83, DE-521)
- USS Hotham (PF-75, DE-574)
- USS Hotspur (AP-102)
- USS Houghton (PC-588)
- USS Houma (1919)
- USS Housatonic (1861, SP-1697, AO-35)
- USS Houston (AK-1, CA-30, CL-81, SSN-713)
- USS Hoven (1919)
- USS Hovey (DD-208)
- USS Howard (DD-179, DDG-83)
- USS Howarda (SP-144)
- USS Howard D. Crow (DE-252)
- USS Howard F. Clark (DE-533)
- USS Howard Greene (SP-2200)
- USS Howard W. Gilmore (AS-16)
- USS Howarda (1917)
- USS Howell Cobb (1861)
- USS Howett (PF-84)
- USS Howick Hall (1918)
- USS Howorth (DD-592)
- USS Howquah (1863)
- USS Hoxbar (1919)
- USS Hoyt (1864)

## Hu-Hy
- USS Hubbard (DE-211)
- USS Hudson (1826, DD-475, AOT-184)
- USS Hué City (CG-66)
- USS Hugh L. Scott (AP-43)
- USS Hugh Purvis (DD-709)
- USS Hugh W. Hadley (DD-774)
- USS Hughes (DD-410)
- USS Hulbert (DD-342)
- USS Hull (DD-7, DD-31, DD-350, DD-945)
- USS Humboldt (AVP-21)
- USS Hummer (AMS-20)
- USS Humming Bird (AMc-26)
- USS Hummingbird (USS Hummingbird (MSC 192))
- USS Humphreys (DD-236)
- USS Hunch (SP-1197)
- USS Hunchback (1862)
- USS Hunley (AS-31)
- USS Hunt (DD-194, DD-674)
- USS Hunter (1813)
- USS Hunter Liggett (AP-27)
- USS Hunter Marshall (APD-112)
- USS Hunterdon County (AGP-838)
- USS Hunting (LSM-398)
- USS Huntington (CA-5, CL-77, CL-107)
- USS Huntress (1864, 1898)
- USS Huntsville (1861, AGM-7)
- USS Hupa (SP-650)
- USS Huron (1861, 1875, ID-1408, CA-9, PF-19)
- USS Hurricane (PC-3)
- USS Hurst (SP-3196, DE-250)
- USS Huse (DE-145)
- USS Hustle (YFB-6)
- USS Hutchins (DD-476)
- USS Hutchinson (PF-45)
- USS Hyac (SP-216)
- USS Hyacinth (1862, 1902)
- USS Hyades (AF-28)
- USS Hyde (LPA-173)
- USS Hydra (AK-82)
- USS Hydrangea (1863)
- USS Hydraulic (SP-2584)
- USS Hydrographer (1901, PY-30)
- USS Hydrus (AKA-28)
- USS Hyman (DD-732)
- USS Hyman G. Rickover (SSN-709, SSN-795)
- USS Hyperion (AK-107)